# Понт-одемерский спаниель
Понт-одемерский спаниель или понт-одемерский эпаньоль (фр. Épagneul de Pont-Audemer) — французская охотничья порода собак, происходящая из Нормандии. Выведена для охоты на водоемах. В настоящее время порода мало распространена.
Во Франции породу называют «маленький клоун с болота».

## История

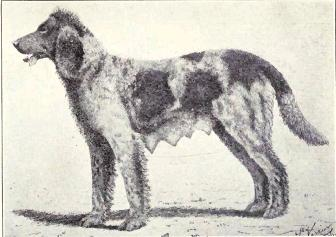

Порода выведена во Франции в нормандском городе Понт-Одеме. Предположительно порода произошла от ирландского водяного спаниеля и староанглийского водяного спаниеля, также к породе добавляли кровь пикардийского спаниеля, пуделя и барбета.
Понт-одемерского спаниеля выводили для охоты на водоплавающую дичь. С начала 20 века порода считается редкой. После Второй Мировой войны порода было очень малочисленной, но благодаря скрещиваниям с ирландским водяным спаниелем, породу удалось сохранить.
В 1954 году породу признала Международная Кинологическая Федерация (FCI). В 1996 году порода была признана Объединенным клубом собаководства (UKC).

## Описание

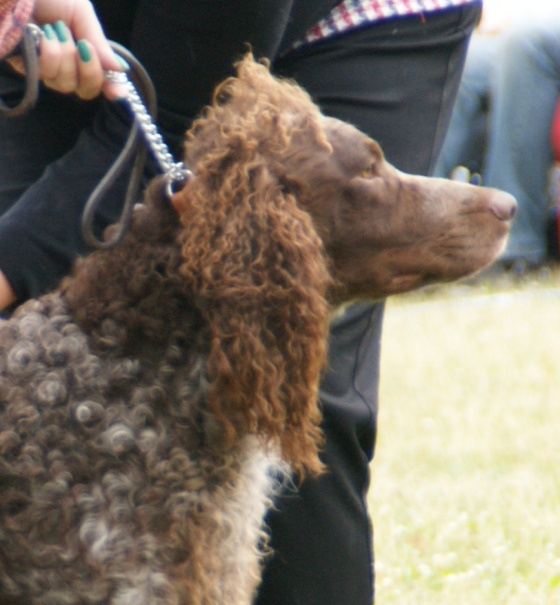
Голова понт-одемерского спаниеля

### Внешний вид
Понт-одемерский эпаньоль — коренастая собака среднего размера, с длинной и волнистой шерсть коричневого цвета. Рост в холке 52-58 см, вес от 18 до 24 кг.
Череп округлый, морда длинная, нос заостренный, коричневого цвета. Глаза маленькие карие с добрым выражением. Уши длинный и плоские, висячие, посажены низко, покрыты длинной шерстью. Спина прямая, поясница короткая и широкая, круп немного наклонен к заду. Грудь глубокая и широкая. Хвост прямой, обильно покрыт вьющейся шерстью, купируется на треть длины, если хвост не купирован, то он средней длины и немного изогнут на конце. Конечности довольно короткие, сильные и мускулистые, прибылые пальцы удаляются. Лапы округлые, между пальцев длинные вьющиеся волоски.
Шерсть вьющаяся и взъерошенная, коричневого цвета, в крапинку или нет.

### Характер
Понт-одемерский эпаньоль сильная и энергичная собака на охоте, в общении с человеком это добрая, дружелюбная и преданная собака. Порода имеет уравновешенный характер, хорошо ладит с детьми.

## Содержание и уход
Собака нуждается в активных прогулках. Желательно содержать понт-одемерского спаниеля в загородном доме. Шерсть нуждается в еженедельном вычесывании. Следует проверять и чистить уши, так как у породы возможны заболевания ушей. Дрессируется легко и быстро.
Понт-одемерский эпаньоль — универсальная охотничья собака, порода прекрасно работает как на воде и болоте, так и открытой местности. Задача собаки найти дичь и стойкой, характерной для легавых указать на неё охотнику, а после выстрела принести.